# Врисак 3
Врисак 3 (енгл. Scream 3) амерички је слешер филм из 2000. године, редитеља Веса Крејвена и писца Ерена Кругера. Главне улоге играју Дејвид Аркет, Нев Кембел, Кортни Кокс, Патрик Демпси, Ленс Хенриксен, Мет Кислар, Скот Фоли, Џени Мекарти, Емили Мортимер, Паркер Поузи, Дион Ричмонд и Патрик Ворбертон. Издат као трећи део у филмској серији Врисак, првобитно је био завршно поглавље серије све док франшиза није оживљена 2011. са наставком Врисак 4.
Радња филма одвија се три године након претходног филма и прати Сидни Прескот (Кембел), која је након догађаја из претходна два филма отишла у самонаметну изолацију, али је привучена у Холивуд након што нови Гостфејс почиње убијати глумачку екипу филма у оквиру филма, Убод 3. Врисак 3 комбинује насиље слешер жанра са комедијом и мистеријом „худанит”, док сатира клишее филмских трилогија. За разлику од претходних филмова Врисак, у овом наставку је нагласак стављен на комичне елементе, а насиље и хорор су смањени као одговор на појачану контролу јавности о насиљу у медијима, након масакра у средњој школи Колумбајн.
Сценариста филма Врисак, Кевин Вилијамсон, на аукцији свог оригиналног сценарија дао је скицу од пет страница за два наставка филма, надајући се да ће понуђаче привући потенцијалном куповином франшизе. Вилијамсове обавезе према другим пројектима значиле су да није могао да развије комплетан сценарио за Врисак 3, па је улогу писца преузео Кругер, који је одбацио многе Вилијамсове белешке. Крејвен и Марко Белтрами вратили су се као редитељ и композитор. Продукција је била оптерећена преписивањем сценарија, приликама када су странице биле спремне само на дан снимања и тешкоћама у распоредима главних улога. Снимање се одвијало од јула до септембра 1999. године, а крај је поново снимљен у јануару 2000.
Премијера филма била је 3. фебруара 2000. године у Вествуду, а биоскопски је издат наредног дана, зарадивши 161 милион америчких долара, наспрам буџета од 40 милиона америчких долара. У поређењу са резултатима прва два филма од 79% и 82%, Врисак 3 има оцену одобрења од 40% на Rotten Tomatoes-у.

## Радња
Котона Верија, који сада живи у Лос Анђелесу и водитељ је успешне телевизијске емисије, 100% Котон, контактира Гостфејс, који захтева да сазна где се налази Сидни Прескот. Котон одбија сарадњу, а када Гостфејс дође у његову кућу, Котон и његова девојка, Кристин, су убијени.
Детектив Марк Кинкејд контактира Гејл Ведерс како би разговарали о убиствима, што ју је навело да отпутује у Холивуд, где затече како Дјуи Рајли ради као саветник на снимању филма Убод 3, трећег филма у серији темељене на убиствима Гостфејса. Користећи мењач гласа као трик, Гостфејс убија глумицу из филм, Сару Дарлинг. Сидни, која сада има 22 године, живи повучено као саветник за кризне ситуације на телефонској линији за злостављане жене, плашећи се да би други убица могао да нападне. Након што је открио Сиднину локацију, убица почиње да јој се руга телефоном, терајући је да престане да се крије и довуче је у Холивуд. Док се преостала глумачка екипа филма Убод 3, заједно са Дјуијем и Гејл, окупља у кући Џенифер Џоли, Гостфејс убија њеног телохранитеља и користи цурење гаса да изазове експлозију, притом убијајући колегу глумца, Тома Принца.
Марта Микс, сестра Сидниног пријатеља Рандија, који је убијен док је Сидни била на колеџу, посећује Сидни и остале како би им показала видео-касету коју је Ранди снимио пре своје смрти, посмртно их упозоравајући да се правила хорор филма не примењују на било коме у трећем и финалном филму хорор трилогије и да би било ко од њих, укључујући главног јунака Сидни, могао умрети.
Дјуи, Гејл, Џенифер и преостала глумачка екипа филм Убод 3, Анџелина и Тајсон, присуствују рођенданској забави редитеља филма, Романа Бриџера, на којој их Гостфејс напада. Гејл открива Романово мртво тело у подруму. Амџелина одлута сама пре него што је и она убијена. Тајсон покушава да се бори против Гостфејса, али убица успева да га баци са балкона. Џенифер покушава да побегне кроз тајни пролаз, али је Гостфејс двапут избоде. Убица тада наређује Сидни да дође у вилу и спасе Гејл и Дјуија, које држи као таоце. Када она стиже, Гостфејс приморава Сидни да остави ватрено оружје и намами је унутра где су Гејл и Дјуи везани и лепљивом траком су им залепљена уста. Док их Сидни одвезује, појављује се Гостфејс, иако Сидни добија предност користећи други скривени пиштољ да се бори против њега. Појављује се детектив Кинкејд, али га је Гостфејс онесвестио. Сидни бежи и крије се у тајној просторији за пројекције где наилази на Гостфејса.
Открива се као Роман, који је лажирао своју смрт и преживео стрељање уз помоћ панцира. Роман признаје да је Сидниин полубрат, мајке Морин Прескот док је била глумица у Холивуду. Пре четири године, неуспешно је покушао да се поново састане са њом. Огорчен због одбијања, Роман би снимио све мушкарце са којима је била. Показао је Билију Лумису снимак његовог оца с Морин, који га је мотивисао да је убије, чиме је започео низ убистава у Сиднином родном граду и на њеном колеџу. Међутим, када је открио колику је славу Сидни привукла због тих догађаја, Роман је пукнуо и намамио Сидни из скровишта.
Роман тада каже Сидни о свом плану да јој намести убиства, пре него што убије продуцента филм Убод, Џона Милтона. Сидни бесно каже Роману да је он одговоран за све догађаје који су се догодили. Долази до борбе између Сидни и Романа, која се завршава када Роман пуца у Сиднине груди. Сидни нестаје, да би се поново појавила и убола Романа у леђа и груди. Док лежи крварећи, Сидни му показује да је и она носила панцир. Дјуи и Гејл стижу када Роман изненада поново устаје с ножем; несвесан његовог панцира, Дјуи га пуца, али Сидни му виче да пуца Роману у главу, што Дјуи и чини, коначно га убијајући.
Нешто касније у Сиднеииној кући, Дјуи запроси Гејл, која прихвата. Сидни се враћа из шетње са својим псом и оставља отворену капију за које се раније показало да је узнемирију. Улази у своју кућу и позвана је да се придружи Дјуију, Гејл и детективу Кинкејду да погледају филм. Одлазећи да се придружи осталима, улазна врата јој се отварају, али она одлази остављајући их онаквима какви јесу, коначно сигурна да су убиства завршена.

## Улоге
- Дејвид Аркет као Дјуи Рајли
- Нев Кембел као Сидни Прескот
- Кортни Кокс као Гејл Ведерс
- Патрик Демпси као Марк Кинкејд
- Скот Фоли као Роман Бриџер
- Ленс Хенриксен као Џон Милтон
- Мет Кислар као Том Принц
- Џени Мекарти као Сара Дарлинг
- Емили Мортимер као Анџелина Тајлер
- Паркер Поузи као Џенифер Џоли
- Дион Ричмонд као Тајсон Фокс
- Лијев Шрајбер као Котон Вери
- Кели Радерфорд као Кристин Хамилтон
- Патрик Ворбертон као Стивен Стоун
- Џош Пајс као детектив Волас
- Џејми Кенеди као Ранди Микс
- Хедер Матарацо као Марта Микс
- Кари Фишер као Бијанка Бернет
- Роџер Џексон као глас Гостфејса

Шрајбер, Макри, Кембел, Фоли, Кокс и Аркет такође кратко позајмљују глас Гостфејсу када последњи лик имитира у њихове ликове.
Џејсон Мјуз и Кевин Смит имају камео улогу као Џеј и Тихи Боб.